# Harpactea chreensis
Harpactea chreensis là một loài nhện trong họ Dysderidae.
Loài này thuộc chi Harpactea. Harpactea chreensis được miêu tả năm 1989 bởi Robert Bosmans & Beladjal.